# زغبورة صغيرة
زغبورة صغيرة (الاسم العلمي:Stigmella minusculella) هي نوع من الحشرات تتبع جنس الزغبورة من فصيلة السليلات.